# The World Tour
Die The World Tour war eine siebenmonatige Konzertreise der US-amerikanischen Post-Hardcore-Bands Pierce the Veil und Sleeping with Sirens. Pierce the Veil sollte diese Tournee nutzen, um dessen ursprünglich für 2015 angesetztes viertes Studioalbum zu bewerben, während Sleeping with Sirens erste neue Lieder aus ihrem vierten Album, Madness präsentierte. Start war am 5. November 2014 in Fresno, Kalifornien. Nach 70 Konzerten endete die gemeinsame Tournee am 11. April 2015 mit einem Auftritt in London, Vereinigtes Königreich.

## Hintergrund und Tourverlauf
Am 21. Juli 2014 verkündeten Vic Fuentes und Kellin Quinn eine gemeinsame Welttournee von Pierce the Veil und Sleeping with Sirens. Der erste Teil der Konzertreise fand zwischen dem 5. November 2014 und 6. Dezember 2014 in den Vereinigten Staaten statt. Als Vorgruppen wurden für den ersten Tourabschnitt, welcher 21 Konzerte umfasste, Beartooth und This Wild Life bestätigt. Am 28. Juli 2014 wurde bestätigt, dass die Gruppen zusammen mit Our Last Night, The Color Morale, The Word Alive, The Dead Rabbitts und Miss Fortune auf dem Mega Fest Detroit spielen würden.
Einen Monat später, am 22. August 2014, wurde der nächste Abschnitt der Welttournee bekanntgegeben. Dieser Abschnitt fand zwischen dem 20. März 2015 und dem 11. April 2015 in Europa mit Stationen im Vereinigten Königreich, Deutschland, Schweden, Belgien und in den Niederlanden statt. Der Support wurde allerdings noch nicht mit dieser Bekanntmachung angekündigt. Die Musiker sagten gegenüber dem Kerrang! das diese Tournee die erste gemeinsame Konzertreise in dieser großen Dimension ist.

„We’ve never done anything quite like this tour. We’ll be spinning the globe with one of our best friend’s bands […] And because this whole thing was 100 % inspired by our fans, it makes it the most special tour we’ve ever done, in our eyes. We can’t wait to see how crazy these shows are, and come back with a new album and new songs to sing with all of you.“

„It’s been a while since either Sleeping With Sirens or Pierce The Veil have toured, and I think it’s truly special to travel the world together […] So to do a tour this long that hits so many countries? What more could you ask for? It’ll be insane, so don’t miss out!“

Jack Fowler von Sleeping with Sirens fügte in einem Interview hinzu, dass das Konzert den Wünschen der Fans beider Gruppen entspricht, da viele sich eine gemeinsame Tournee beider Gruppen auf weltweiter Ebene wünschten. Er sagte auch, dass die beiden Frontsänger durch ein gemeinsames Gespräch auf die Idee gekommen sind, eine Co-Headliner-Tournee zu starten.
Am 30. September 2014 wurde ein weiterer Abschnitt der Welttournee bekanntgegeben. Sie fand zwischen dem ersten Nordamerika-Teil und dem Europa-Abschnitt der Tournee statt. Es handelte sich hierbei um den zweiten Teil der Nordamerika-Tour, welche 30 Konzerte zwischen dem 23. Januar 2015 und dem 4. März 2015 umfasste. Einen Tag später wurde über TeamRock Radio Issues als Vorband für den UK-Abschnitt der Tournee bekanntgegeben, zwischenzeitlich wurde angekündigt, dass die Gruppe auch die Konzerte auf dem europäischen Festland spielen würden. Für den zweiten Tourabschnitt wurden am 10. November 2014 die Bands Mallory Knox aus dem Vereinigten Königreich und PVRIS bekanntgegeben. Am 25. November 2014 wurde Pierce the Veil in der ersten Ankündigungswelle für die Schwesterfestivals Reading and Leeds bekanntgegeben, welches die Gruppe 2015 erstmals bespielen wird. Am 22. Dezember 2014 wurden sowohl Pierce the Veil als auch Sleeping with Sirens für das im März 2015 in San Bernardino stattfindende Self Help Fest angekündigt. Das Festival wird von der Band A Day to Remember, der Fly South Music, The Agency Group und Chain Reaction co-organisiert. A Day to Remember spielten indes nicht auf diesem Musikfestival. Am 20. Februar 2015 wurde eine Zusatzshow für den 5. März 2015 in Hidalgo in Texas bekanntgegeben. Dieses Konzert wurde allerdings witterungsbedingt abgesagt.
Am 8. April 2015 wurden Pierce the Veil als finale Band für die Warped Tour 2015 bestätigt.

## Vorgruppen
- Beartooth, This Wild Life (US-Tournee, 5. November 2014 bis 6. Dezember 2014, 21 Konzerte)[1]
- PVRIS, Mallory Knox (US-Tournee, 23. Januar 2015 bis 4. März 2015, 30 Konzerte)[7]
- Issues (Europatour, 20. März 2015 bis 11. April 2015, 19 Konzerte)[6][12][13]

## Setlist

### Abschnitt 1: USA
Beim Tour-Auftakt am 5. November 2014 in Fresno, Kalifornien wurden folgende Stücke gespielt:
| Pierce the Veil - Hell Above (Collide with the Sky) - Caraphernelia (Selfish Machines) - Bulls in the Bronx (Collide with the Sky) - Disasterology (Selfish Machines) - Stained Glass Eyes and Colorful Tears (Collide with the Sky) - Hold On Till May (Collide with the Sky) - I'm Low on Gas and You Need a Jacket (Collide with the Sky) - A Match Into Water (Collide with the Sky) - Bulletproof Love (Selfish Machines) - King for a Day (Collide with the Sky) | Sleeping with Sirens - Kick Me (Madness) - Congratulations (Feel) - Here We Go (Feel) - Low (Feel) - Tally It Up, Settle the Score (Let’s Cheers to This) - A Trophy Father's, Trophy Son (Let’s Cheers to This) - Scene 2: Roger Rabbit (If You Were a Movie, This Would Be Your Soundtrack EP) - Iris (Cover von den Goo Goo Dolls) - Do It Now, Remember It Later (Let’s Cheers to This) - Who Are You Now? (Let’s Cheers to This) - We Like It Loud (Madness) - Scene 1: James Dean & Audrey Hepburn (If You Were a Movie, This Would Be Your Soundtrack EP) - If You Can't Hang (Let’s Cheers to This) |

### Abschnitt 2: USA
Setlists des zweiten Abschnittes der Welttournee anhand der Auftritte beider Bands in der Viejas Arena in San Diego, Kalifornien am 23. Januar 2015, laut Setlist.fm:
| Pierce the Veil - May These Noises Startle You in Your Sleep (Collide with the Sky) - Hell Above (Collide with the Sky) - Caraphernelia (Selfish Machines) - Bulls in the Bronx (Collide with the Sky) - Disasterology (Selfish Machines) - Hold On TilL May (featuring Lyndsey Gunnulfsen) (Collide with the Sky) - Props & Mayhem (Collide with the Sky) - I Am Low On Gas & You Need a Jacket (Akustik) (Collide with the Sky) - A Match Into Water (Collide with the Sky) - Bulletproof Love (Selfish Machines) - King for a Day (featuring Kellin Quinn) (Collide with the Sky) | Sleeping with Sirens - Kick Me (Madness) - Congratulations (Feel) - Here We Go (Feel) - Low (Feel) - A Trophy Father's Trophy Son (Let’s Cheers to This) - Scene Two: Roger Rabbit (If You Were a Movie, This Would Be Your Soundtrack) - Iris (Goo-Goo-Dolls-Cover) - We Like It Loud (Madness) - Go Go Go (Madness) - Do It Now, Remember It Later (Let’s Cheers to This) - If I'm James Dean, You're Audrey Hepburn (With Ears to See and Eyes to Hear) - If You Can't Hang (Let's Cheers to This) |

## Tourdaten

### Allgemein
| Nordamerika 1     |                     |                        |                                             |
| 05. November 2014 | Fresno              | Vereinigte Staaten     | Woodward Park Rotary Amphitheater           |
| 07. November 2014 | Pomona              | Vereinigte Staaten     | Fox Theater                                 |
| 08. November 2014 | Tucson              | Vereinigte Staaten     | Rialto Theatre                              |
| 09. November 2014 | Albuquerque         | Vereinigte Staaten     | Sunshine Theater                            |
| 11. November 2014 | Lubbock             | Vereinigte Staaten     | Lonestar Pavilion                           |
| 13. November 2014 | Tulsa               | Vereinigte Staaten     | Brady Theater                               |
| 14. November 2014 | Nashville           | Vereinigte Staaten     | Cannery Ballroom                            |
| 15. November 2014 | Myrtle Beach        | Vereinigte Staaten     | House of Blues                              |
| 16. November 2014 | Norfolk             | Vereinigte Staaten     | The NorVa                                   |
| 19. November 2014 | Lancaster           | Vereinigte Staaten     | Freedom Hall im Lancester Convention Center |
| 20. November 2014 | Toms River          | Vereinigte Staaten     | Pine Belt Arena                             |
| 21. November 2014 | Albany              | Vereinigte Staaten     | Washington Avenue Armory                    |
| 22. November 2014 | Hartford            | Vereinigte Staaten     | The Webster                                 |
| 24. November 2014 | Long Island         | Vereinigte Staaten     | Paramount                                   |
| 25. November 2014 | Long Island         | Vereinigte Staaten     | Paramount                                   |
| 29. November 2014 | Milwaukee           | Vereinigte Staaten     | Eagles Ballroom                             |
| 30. November 2014 | Detroit             | Vereinigte Staaten     | Compuware Arena (Detroit Mega Fest)         |
| 01. Dezember 2014 | Des Moines          | Vereinigte Staaten     | 7 Flags                                     |
| 03. Dezember 2014 | Boulder             | Vereinigte Staaten     | Boulder Theater                             |
| 05. Dezember 2014 | Reno                | Vereinigte Staaten     | Knitting Factory                            |
| 06. Dezember 2014 | Las Vegas           | Vereinigte Staaten     | The Joint                                   |
| Nordamerika 2     |                     |                        |                                             |
| 23. Januar 2015   | San Diego           | Vereinigte Staaten     | Viejas Arena                                |
| 24. Januar 2015   | Tempe               | Vereinigte Staaten     | Marquee Theater                             |
| 26. Januar 2015   | San Francisco       | Vereinigte Staaten     | Warfield Theatre                            |
| 27. Januar 2015   | Portland            | Vereinigte Staaten     | Roseland Theatre                            |
| 28. Januar 2015   | Seattle             | Vereinigte Staaten     | Showbox Sodo                                |
| 30. Januar 2015   | Magna               | Vereinigte Staaten     | The Great Saltair                           |
| 31. Januar 2015   | Denver              | Vereinigte Staaten     | The Fillmore                                |
| 02. Februar 2015  | Omaha               | Vereinigte Staaten     | Sokol Auditorium                            |
| 03. Februar 2015  | Kansas City         | Vereinigte Staaten     | Uptown Theatre                              |
| 04. Februar 2015  | St. Paul            | Vereinigte Staaten     | Myth Live                                   |
| 06. Februar 2015  | Chicago             | Vereinigte Staaten     | Aragon Ballroom                             |
| 07. Februar 2015  | Indianapolis        | Vereinigte Staaten     | Egyptian Ballroom at ONC                    |
| 08. Februar 2015  | Columbus            | Vereinigte Staaten     | LC Pavilion                                 |
| 10. Februar 2015  | Pittsburgh          | Vereinigte Staaten     | Stage AE                                    |
| 11. Februar 2015  | Pittsburgh          | Vereinigte Staaten     | Stage AE                                    |
| 13. Februar 2015  | Lowell              | Vereinigte Staaten     | Tsongas Arena                               |
| 14. Februar 2015  | Philadelphia        | Vereinigte Staaten     | Electric Factory                            |
| 15. Februar 2015  | Philadelphia        | Vereinigte Staaten     | Electric Factory                            |
| 17. Februar 2015  | New York City       | Vereinigte Staaten     | Hammerstein Ballroom                        |
| 18. Februar 2015  | Silver Spring       | Vereinigte Staaten     | The Fillmore                                |
| 20. Februar 2015  | Richmond            | Vereinigte Staaten     | The National                                |
| 21. Februar 2015  | Charlotte           | Vereinigte Staaten     | The Fillmore                                |
| 22. Februar 2015  | Atlanta             | Vereinigte Staaten     | Tabernacle                                  |
| 24. Februar 2015  | Miami               | Vereinigte Staaten     | The Fillmore                                |
| 25. Februar 2015  | Orlando             | Vereinigte Staaten     | House of Blues                              |
| 26. Februar 2015  | Orlando             | Vereinigte Staaten     | House of Blues                              |
| 28. Februar 2015  | Houston             | Vereinigte Staaten     | Bayou Music Center                          |
| 01. März 2015     | Dallas              | Vereinigte Staaten     | South Side Ballroom                         |
| 03. März 2015     | San Antonio         | Vereinigte Staaten     | Backstage Live                              |
| 04. März 2015     | Oklahoma City       | Vereinigte Staaten     | Diamond Ballroom                            |
| 05. März 2015     | Hidalgo             | Vereinigte Staaten     | State Farm Arena                            |
| Europa            |                     |                        |                                             |
| 20. März 2015     | Antwerpen           | Belgien                | Trix Zaal                                   |
| 21. März 2015     | Amsterdam           | Niederlande            | Melkweg                                     |
| 22. März 2015     | Berlin              | Deutschland            | C-Club                                      |
| 24. März 2015     | Stockholm           | Schweden               | Arenan                                      |
| 25. März 2015     | Göteborg            | Schweden               | Tradgarn                                    |
| 26. März 2015     | Hamburg             | Deutschland            | Grünspan                                    |
| 27. März 2015     | Köln                | Deutschland            | E-Werk                                      |
| 29. März 2015     | Norwich             | Vereinigtes Königreich | Nick Rayns LCR UEA                          |
| 30. März 2015     | Portsmouth          | Vereinigtes Königreich | Guildhall                                   |
| 31. März 2015     | Bristol             | Vereinigtes Königreich | O2 Academy 1                                |
| 02. April 2015    | Manchester          | Vereinigtes Königreich | O2 Academy 1                                |
| 03. April 2015    | Leeds               | Vereinigtes Königreich | O2 Academy 1                                |
| 04. April 2015    | Glasgow             | Vereinigtes Königreich | O2 Academy 1                                |
| 06. April 2015    | Newcastle-upon-Tyne | Vereinigtes Königreich | O2 Academy 1                                |
| 07. April 2015    | Nottingham          | Vereinigtes Königreich | Rock City                                   |
| 08. April 2015    | Birmingham          | Vereinigtes Königreich | O2 Academy 1                                |
| 10. April 2015    | London              | Vereinigtes Königreich | Forum                                       |
| 11. April 2015    | London              | Vereinigtes Königreich | Forum                                       |

### Festivals
| Datum                  | Stadt                                  | Land                   | Veranstaltungsort |
| ---------------------- | -------------------------------------- | ---------------------- | ----------------- |
| 07. März 2015          | San Bernardino (Self Help Fest)        | Vereinigte Staaten     | NOS Event Center  |
| 28.–30. August 2015    | Reading (Reading and Leeds Festivals)* | Vereinigtes Königreich | Richfield Avenue  |
| 028. – 30. August 2015 | Leeds (Reading and Leeds Festivals)*   | Vereinigtes Königreich | Bramham Park      |

(* nur Pierce the Veil angekündigt)

### Abgesagte oder verschobene Konzerte
| Geplante Show        |                             |                   |                                                           |
| Ursprüngliches Datum | Stadt, Land                 | Veranstaltungsort | Auftritt absolviert?                                      |
| 05. März 2015        | Hidalgo, Vereinigte Staaten | State Farm Arena  | Abgesagt wegen schlechter Witterung und Straßensperrungen |

## Erfolg
Zwölf der ersten 21 Konzerte in den Vereinigten Staaten waren restlos ausverkauft. In Europa waren zwischenzeitlich zwei Konzerte, eines in Amsterdam und in Bristol komplett ausverkauft. Das Konzert am 27. März 2015 in Köln wurde zwischenzeitlich von der Essigfabrik ins größere E-Werk verlegt. Zwischenzeitlich wurde bekannt, dass der ungefähr die Hälfte der Europatournee – hauptsächlich im Vereinigten Königreich – ausverkauft ist. Inzwischen gaben die Bands und auch Epitaph Records bekannt, dass die komplette Europatournee ausverkauft ist.

## Kurioses und Wissenswertes
- Weil das Einspielen und Korrigieren der Gesangsspuren von Vic Fuentes zwei weitere Monate Studiozeit in Anspruch nahmen, musste er die Aufnahmegeräte mit auf den ersten Abschnitt der Welttournee mitnehmen und im Tourbus weitere Arbeiten am Album vornehmen.[19]
- Das Konzert von Pierce the Veil vom 6. Februar 2015 im Aragon Ballroom in Chicago, Illinois wurde als Livestream auf Yahoo gezeigt.[20] Am 1. März 2015 übertrug Yahoo den Auftritt von Sleeping with Sirens im South Side Ballroom in Dallas im Stream.
- Es hieß zunächst, dass Pierce the Veil die Tournee nutzen wolle, um für ihr viertes Album zu werben, welches nach mehreren Verschiebungen am 13. Mai 2016 erscheint. In einem Interview mit dem Alternative Press heißt es, dass die Tournee ins Leben gerufen wurde, um Sänger Vic Fuentes aus seiner mentalen Blockade – die er während der Studioarbeiten erlitt – zu befreien.[21]